# Monograma

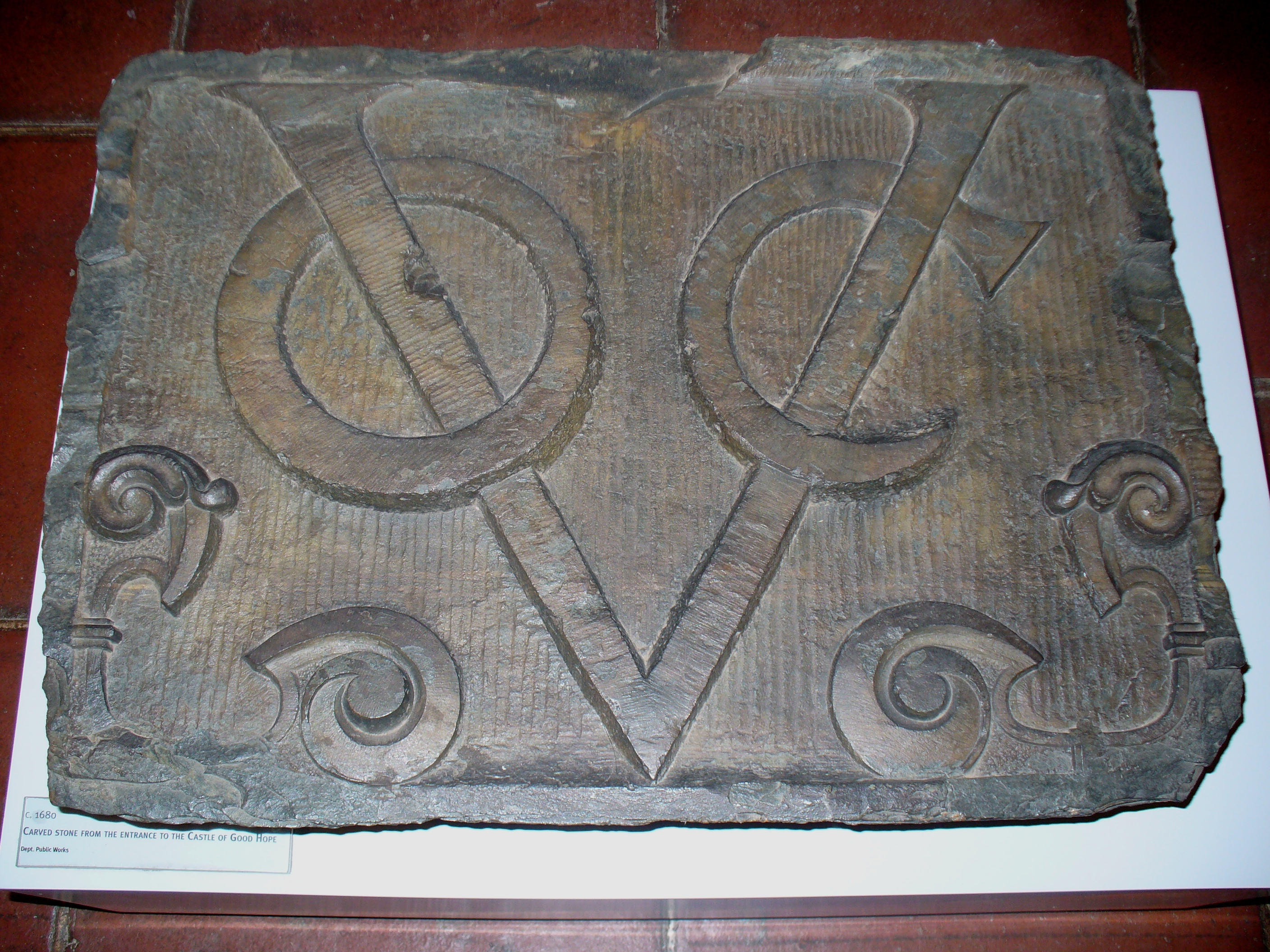
Monograma de la Companyia Holandesa de les Índies Orientals holandès (Vereenigde Oost-Indische Compagnie), anteriorment sobre l'entrada al Castell de Bona Esperança a Sud-àfrica

Un monograma és un adorn fet mitjançant la superposició o la combinació de dues o més lletres o altres grafemes per formar un símbol. Els monogrames sovint es creen combinant les inicials d'un nom de persona o d'una companyia, usades com a símbols o logotips recognoscibles. Una sèrie d'inicials sense combinar es refereix correctament com a xifra (p. ex. un monograma reial) i no és un monograma.

El monograma "AD" que Albrecht Dürer usava com a signatura dels seus treballs

Els primers monogrames van aparèixer en monedes, ja en 350 aC. Els exemples més antics coneguts són els noms de les ciutats gregues que emetien les monedes, sovint les primeres dues lletres del nom de la ciutat. Per exemple, el monograma d'Acaia consistia en les lletres alfa (Α) i xi (Χ) unida al costat.
Els monogrames han estat utilitzats com a signatures per artistes i els artesans en pintures, escultures i mobles, especialment quan els gremis implementen mesures contra l'intrusisme professional. Un exemple famós d'un monograma que serveix com a firma d'un artista és l'"AD" usat per Albrecht Dürer.

## Monogrames de Crist

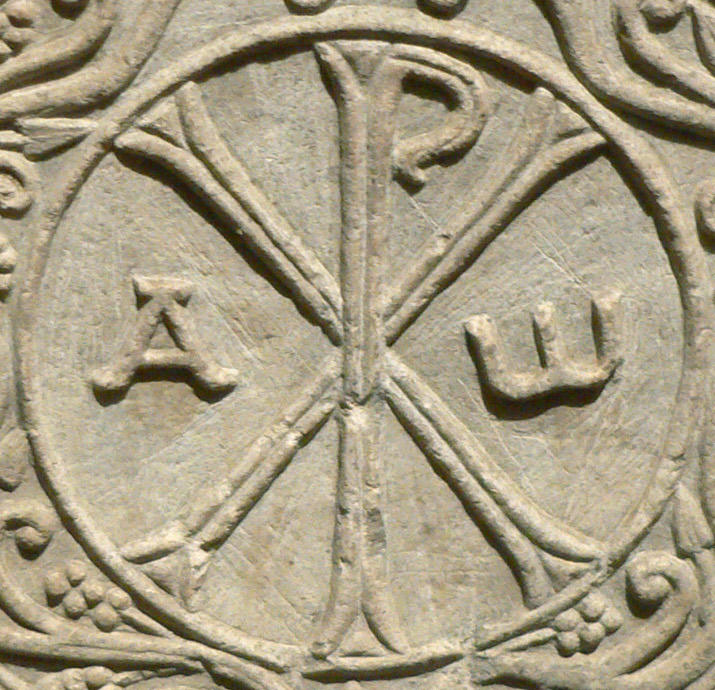
El crismó monograma de les dues primeres lletres de la paraula grega per a Crist

Al llarg dels segles els monogrames del nom de Jesucrist s'han utilitzat com a símbols cristians. El crismó consta de les lletres gregues inicials del nom "Jesús Crist", "I" per Ιησούς, (Jesús en grec) i "X" per Χριστος (Crist en grec). El monograma IHS, denotant les tres primeres lletres del nom grec de Jesús. Potser el més comú monograma de Jesús és el format per les lletres gregues xi i ro, format a partir de les dues primeres lletres de Χριστος.

## Monogrames reials

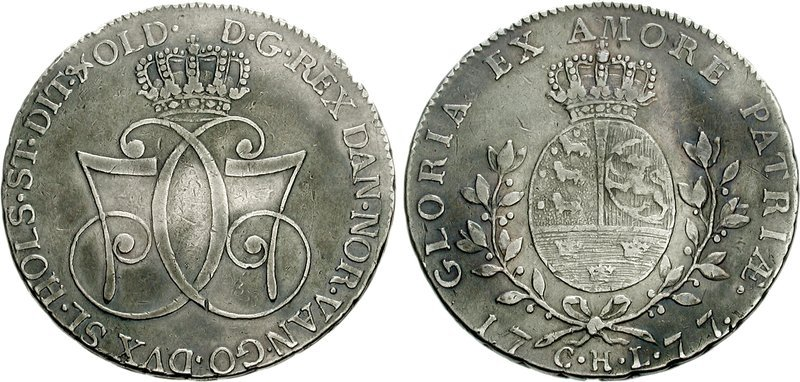
Speciedaler danès, que duu el monograma doble C7 de Cristià VII

Monograma reial del rei de Bulgària Borís III

Els monogrames dels noms de monarques s'utilitzen com a part de les insígnies d'institucions públiques en regnes, per exemple en les insígnies de la policia. Això indica una connexió amb el monarca. No obstant això, el monograma reial, tan usual en bústies, no és tècnicament un monograma, ja que les lletres no es combinen.
Els monogrames reials apareixen sovint en les monedes, sovint acompanyats d'una corona. Bulgària, el Regne Unit, Rússia, Suècia o alguns estats alemanyssón alguns dels països que han emprat aquest motiu en el passat. Diverses monedes daneses duen el monograma de la reina Margarida II de Dinamarca, mentre que la moneda d'una corona danesa té el monograma "H5" de Harald V a l'anvers. Els únics països que encunyen l'euro amb un monograma reial com la seva marca d'identificació nacional són Bèlgica i Mònaco. A Tailàndia apareixen monogrames reials a la bandera individual de cadascun dels membres de la família reial.

## Monogrames individuals

Localitzacions típiques de monogrames sobre una camisa

El monograma individual és una peça artística elegant de l'art utilitzat per a la correspondència, per guarnir l'equipatge, per al brodat a la roba, i coses similars. Aquests monogrames solen tenir dus o tres lletres.
Un monograma tradicional de 3 lletres té la inicial del cognom de l'individu (cognom) fixat més gran, o amb algun tractament especial al centre, mentre que la inicial del nom apareix a l'esquerra de la mateixa i el nom inicial del segon nom apareix a la dreta d'ella. Per exemple, si el nom de l'individu és Mary Ann Jones, i Jones és el cognom, llavors l'arranjament de lletres seria: MJA, amb el cognom conjunt inicial més gran en el centre, el M per a Maria a l'esquerra i l'A per Ann a la dreta.
Les parelles casades o compromeses poden utilitzar els monogrames de dues lletres de les seves inicials entrellaçades, per exemple en invitacions de casament. Les parelles casades poden també crear els monogrames de tres lletres que incorporen la inicial del seu cognom compartit. Per exemple, el monograma MJA podria ser usat per una parella anomenada Michael i Alicia Jones.
No obstant això, la fórmula per a les parelles casades varia segons l'article que és amb monograma. La roba de llit, típicament situa la inicial de la muller en primer lloc, seguit per la inicial del cognom comú de la parella i finalment la inicial del nom del marit (AJM).
Sovint els monogrames poden trobar-se a les camises personalitzades que poden ubicar-se en diverses posicions.

## Logotips corporatius

Monograma de la Universitat de Notre Dame

Monograma de la Universitat de Texas

Algunes empreses i organitzacions adopten un monograma com a logotip, generalment amb les lletres del seu acrònim. Per exemple, a més de comptar amb un segell oficial, i el logotip dels Texas Longhorns, la Universitat de Texas a Austin utilitza un monograma "UT" (en el mateix color que el logotip dels Longhorns, taronja cremat). A més emblemàtic exemple, ben reconegut és el monograma utilitzat pels Fighting Irish de Notre Dame de la Universitat de Notre Dame. En els esports, l'equip de beisbol St. Louis Cardinals també utilitza un monograma en les seves insígnies i l'equip de futbol francès Olympique de Marseille usa un monograma pres del seu propietari. El logotip de Consolidated Edison, amb una "E" arrodonida dins d'una "C", s'ha descrit com un "emblema clàssic."
Moltes empreses de moda tenen un monograma per a un logotip, incloent Louis Vuitton i Fendi. El logotip "CC" amb les dues lletres unides, creat per Coco Chanel, és un dels monogrames més recognoscibles internacionalment.
Els atletes també usen monogrames per al marxandatge; especialment Tiger Woods i Roger Federer.

## Símbols de resistència en temps de guerra

Polska Walcząca - "Polònia lluita"

Un exemple notable d'un monograma reial és el monograma H7 del rei de Noruega Haakon VII, exiliat durant l'ocupació alemanya de Noruega. H7 es van convertir en un símbol utilitzat per la població noruega per marcar la solidaritat i la lleialtat al Rei, i l'adhesió a la resistència noruega. L'acte de dibuixar o crear un símbol H7 en la Noruega ocupada es castigava amb l'empresonament.
De la mateixa manera, durant la Segona Guerra Mundial a Polònia, el monograma "PW" va ser utilitzat com un símbol de resistència, coneguda com “l'àncora”, o Kotwica degut a la seva forma característica. El seu significat varia, segons les inicials eren útils per a moltes consignes diferents, com “Polònia lluita”, “Aixecament de Varsòvia”, “Exèrcit Polonès” i altres. Igual que l'exemple noruec anterior, el seu ús va ser castigat per les autoritats de l'ocupació nazi.

## Galeria

Selecció de monogrames
Victor, monograma usat pel Generalíssim Franco
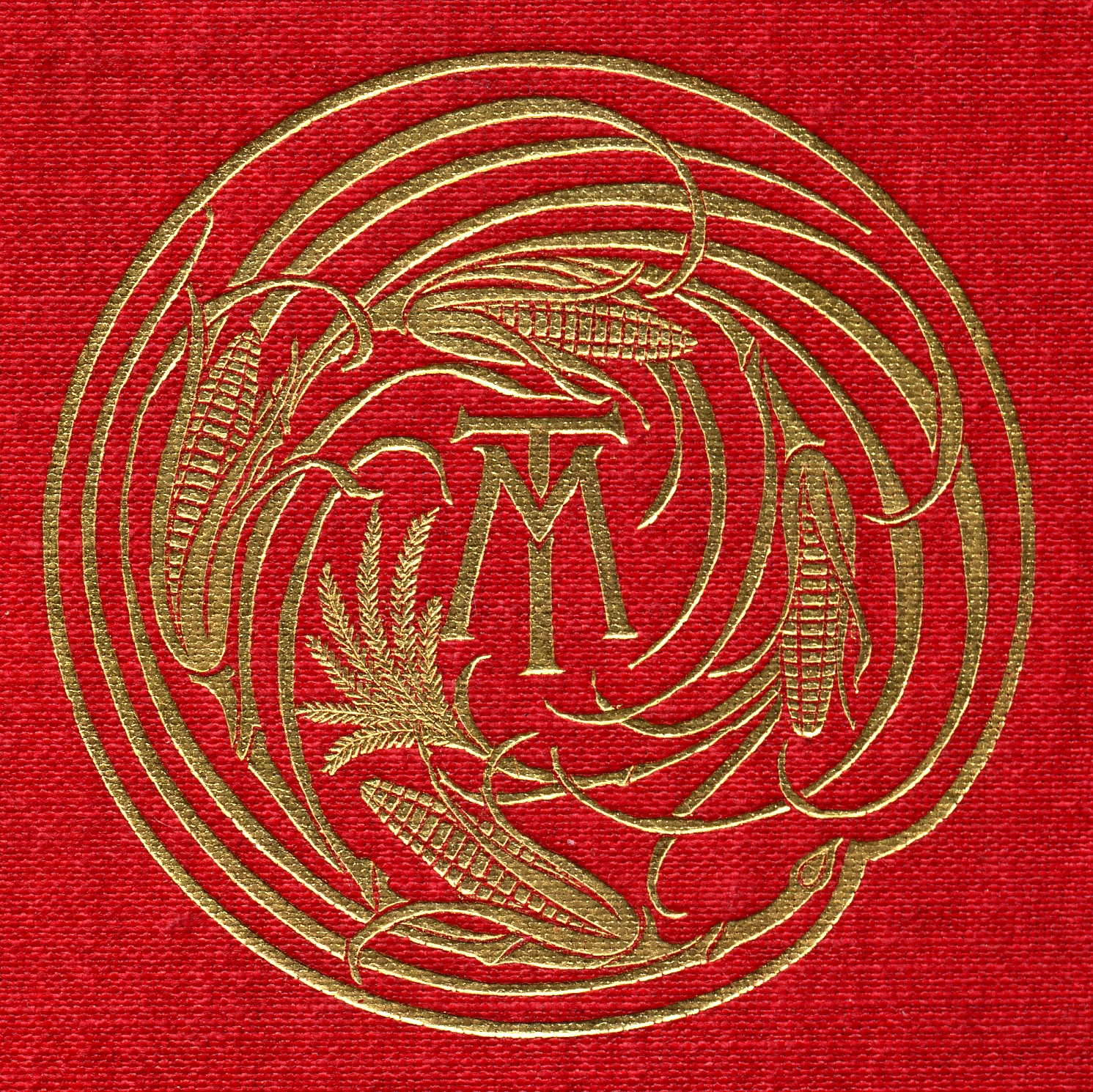
Logo a la portada de l'edició de 1896 de The American Claimant de Mark Twain
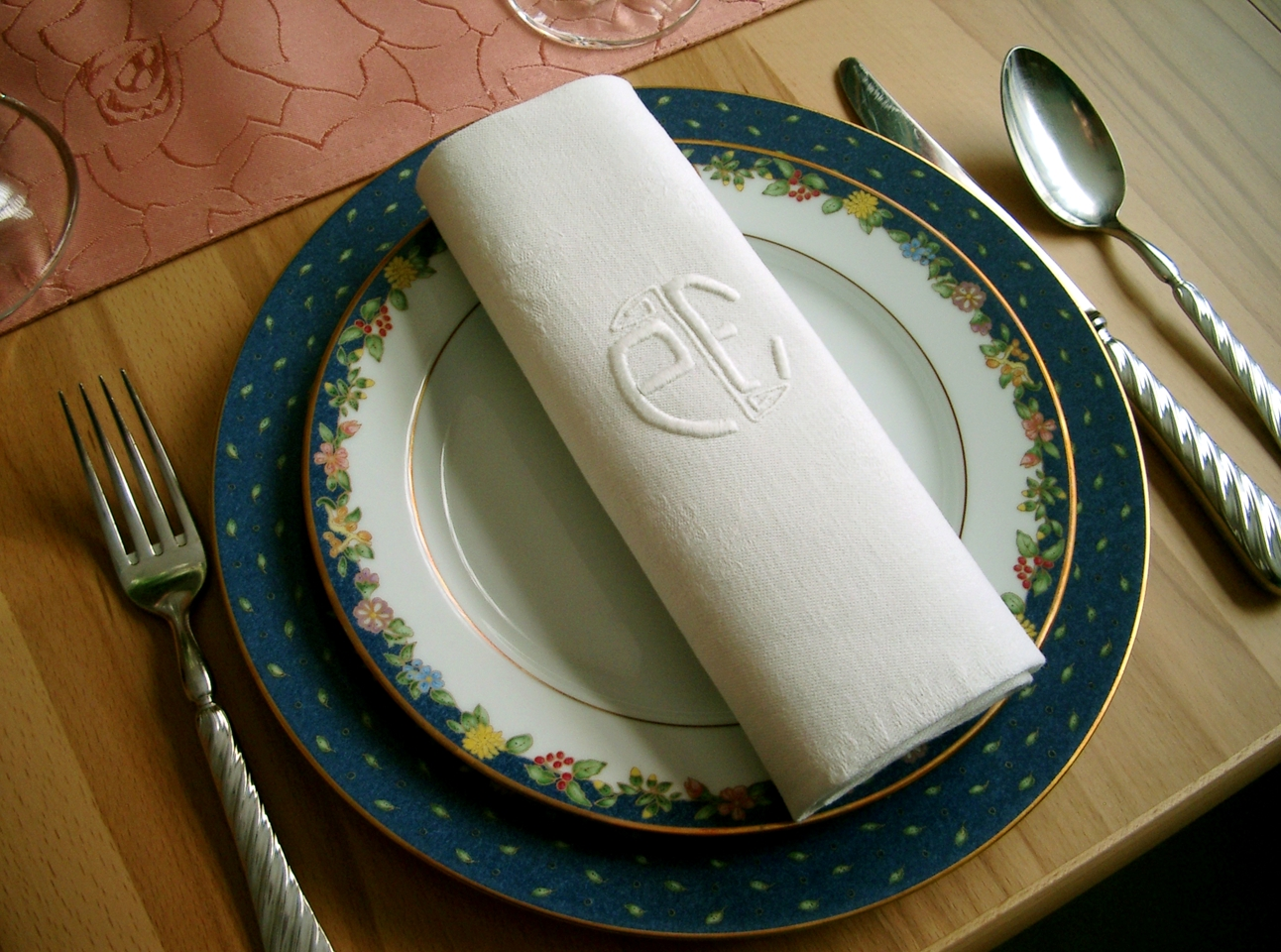
Tovalló amb un monograma brodat
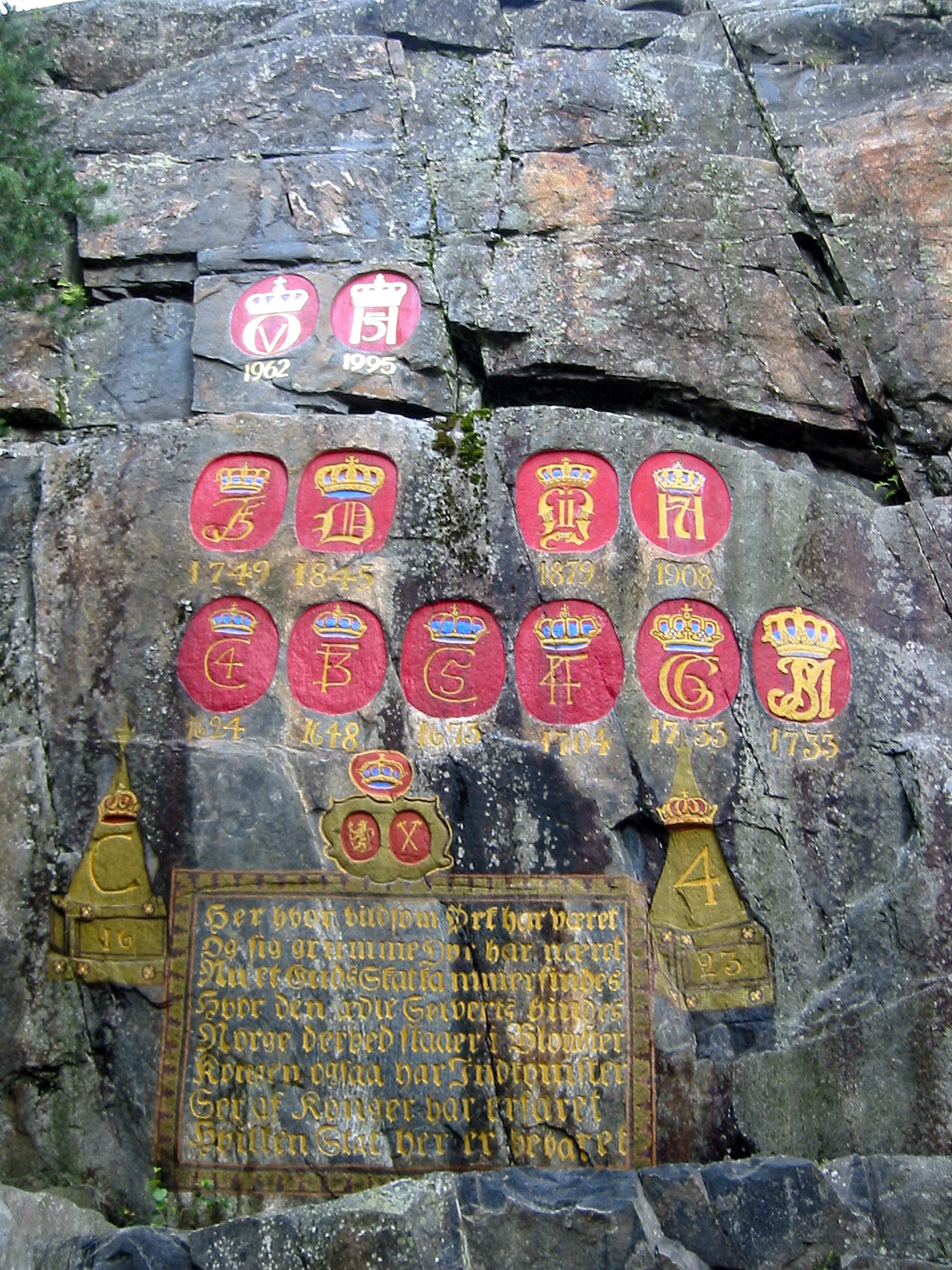
Monogrames reials noruecs tallats des de 1623 en un vessant de la muntanya per marcar les visites reials a Kongsberg
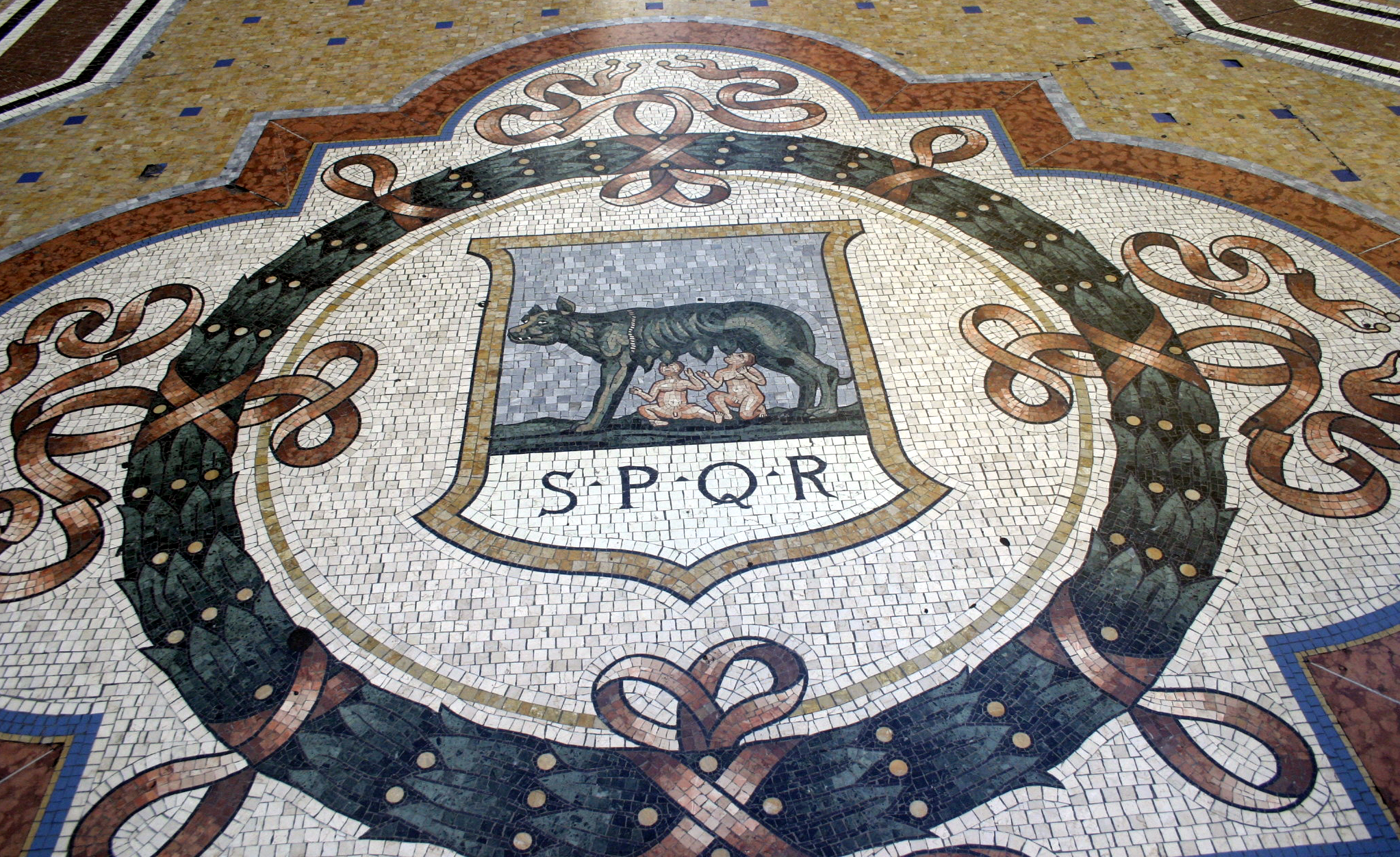
SPQR, detall del terra de mosaic a les Galeries Víctor Manuel II
Monograma de l'emperador Pere II del Brasil